# Историја Лихтенштајна
Историја Лихтенштајна може се пратити од римског периода. На територији данашње Кнежевине формирана је 814. године покрајина Доња Реција. Границе Лихтенштајна остале су непромењене до 1434. године, када је Рајна постала гранична река са Светим римским царством и швајцарским кантонима. 

## Антика и средњи век
Римски пут пролазио је кроз територију данашњег Лихтенштајна, од југа према северу, пролазећи преко Алпа кроз прелаз Сплуген и пратећу десну обалу Рајне. Римске виле пронађене су у Шанвалду и Ненделну. Каснији долазак Алемана са севера посведочен је захваљујући остацима римских тврђава у Шану. Подручје провинције Реције ушло је у састав Каролиншког царства и подељено је на грофовије. Будући да је Швапско војводство изгубило војводу 1268. године, сви грофови постали су непосредни вазали Светоримског царства. До 1100. године преовладавао је језик романш, али се након тог времена немачки све више шири на просторе данашњег Лихтенштајна. Германски народ Валсери су 1300. године дошли на ове просторе. И данас је у селу Тризенбергу очуван дијалект овог језика. 
Средњовековна Грофовија Вадуц основана је 1342. године као мала подрегија Верденберга. Њоме су владали грофови Монфорта. Кнежевина је добила име по породици Лихтенштајн, а не обрнуто. Породица Лихтенштајн понела је име по дворцу Лихтенштајну у Доњој Аустрији, који је поседовала од пре 1140. године. У наредним вековима породица је стекла огромна имања, углавном у Моравској, Доњој Аустрији и Штајерској. Одржавали су блиску сарадњу са другим моћнијим феудалним господарима, пре свега са Хабзбурзима. Многи Лихтенштајни били су блиски саветници Хабзбурговцима. Ипак, династија Лихтенштајн није се квалификовала за место у царском сабору (немачки Рајхстаг), иако је грофовија уздигнута у кнежевину крајем 17. века. 

## Нови век
Подручје данашњег Лихтенштајна освојено је у Тридесетогодишњем рату (1618-1648), од стране аустријских и шведских трупа. Током 17. века ове области погођене су кугом, а такође и ловом на вештице у коме је страдало преко 100 људи. Кнез Јохан Адам Андреас купио је област Шеленберг 1699. године и округ Вадуц 1712. године. Он је имао велика имања и у Аустрији, Чешкој и Моравској, али је био вазал цара. Стекавши Господства Шеленбург и Вадуц, кнез из породице Лихтенштајна постигао је свој циљ. Територија је понела назив по његовом породичном имену. Светоримски цар Карло VI је 23. јануара 1719. године прогласио области Вадуца и Шеленберга новом Кнежевином која је понела назив Лихтенштајн. Лихтенштајн је био зависан од светоримског цара све до Наполеонове ере. Он постаје суверена држава 1806. године, након распада Светог римског царства. Одмах се придружио Наполеоновој Рајнској конфедерацији. У време Наполеона Бонапарте, Французи су на неколико година окупирали Лихтенштајн, али је 1815. године он задржао независност. Убрзо се прикључио Немачкој конфедерацији којом је преседавао аустријски цар све до пораза у рату са Пруском 1866. године. Јохан I Јозеф одобрио је доношење првог устава Лихтенштајна 1818. године. По својој природи овај устав је био ограничен. Нови устав донет је 1862. године. 
У време Аустријско-пруског рата, кнез Јохан II ставио је војску на располагање Немачкој конфедерацији, али само ради одбране Тирола. Кнез је одбио да се његови људи боре против других Немаца. Контингент Лихтенштајна заузео је положај Стилфсе Још на југу Лихтенштајна да би одбранио аустријску границу од напада Италијана под Гарибалдијем. Након завршетка рата, лихтенштајнска војска се 22. јула упутила на свечани дочек у Вадуцу. По легенди, у рат је кренуло 80 мушкараца, а вратило се 81, јер се наводно један аустријски официр придружио лихтенштајнском контингенту на повратку. Године 1868. након распуштања Немачке конфедерације, Лихтенштајн је распустио своју војску од 80 људи и прогласио трајну неутралност. Она је поштована током оба светска рата. 

## Лихтенштајн током два светска рата
Бранећи своју неутралност, Лихтенштајн није узео учешћа у Првом светском рату. Међутим, до краја рата држава је била блиско везана за Аустроугарску. Као одговор, савезничке силе претиле су економским ембаргом, што је приморало Лихтенштајн да уђе у монетарну и царинску унију са Швајцарском. Швајцарска и Лихтенштајн потписале су уговор 1919. године по коме је Швајцарска требала да заступа лихтенштајнске интересе на дипломатском плану. 
У пролеће 1938. године, непосредно након аншлуса Аустрије, осамдесетчетворогодишњи кнез Франц I абдицирао је у корист свог тридесетједногодишњег нећака, Франца Јозефа II. Иако се претходни кнез правдао болешћу, верује се да је прави разлог абдикације тај што није желео да буде на престолу ако Немачка нападне и заузме свог суседа. Кнегиња Лихтенштајна, Елизабета фон Гутман, за коју се кнез оженио 1929. године, била је богата Јеврејка из Беча. Локални лихтенштајнски нацисти већ су издвојили антисемитизам као један од главних циљева у земљи. Национална унија годинама је симпатисала идеологију нацизма. Она је прерасла у Немачки национални покрет у Лихтенштајну. 
Лихтенштајн је одржао независност и током Другог светског рата. Благо из ратне зоне допремано је на његову територију на чување. По завршетку рата, Чехословачка и Пољска експроприрале су целокупну земљу династије Лихтенштајна у Чешкој, Моравској и Шлезији. Области које су одузете обухватале су преко 1600 квадратних километара пољопривредног и шумског земљишта, неколико породичних двораца и палата. Током Хладног рата, грађанима Лихтенштајна забрањено је да улазе у Чехословачку. 

## Послератна ера
Лихтенштајн се нашао у тешким финансијским проблемима после Другог светског рата, због чега је породица Лихтенштајн често прибегавала продаји уметничког блага. Пример је "Портрет Гиневре де Бенчи" Леонарда да Винчија који је 1967. године купила Национална уметничка галерија Сједињених Америчких Држава. Лихтенштајн међутим напредује у наредним деценијама, пошто је модернизовао економију. Он постаје све важнији финансијски центар и привлачи стране инвеститоре. 
Ханс-Адам II 1989. године наслеђује свога оца на престолу Лихтенштајна. Русија је 1996. године вратила лихтенштајнски породични архив, окончавши дуготрајни спор између двеју земаља. Лихтенштајн је 1978. године постао члан Савета Европе, а 1990. године и члан Уједињених нација. Следеће године придружио се Европској асоцијацији за слободну трговину (ЕФТА), као и Европском економском простору (ЕЕА), а 1995. године Светској трговинској организацији.
На референдуму од 16. марта 2003. године кнез Ханс-Адамс победио је великом већином (64,3%) са идејом преуређења устава како би му се дало више овлашћења од било ког европског монарха. Он је претио да ће напустити земљу уколико не прође на референдуму. Нов устав дао је кнезу права да разрешава владу и одобрава судске кандидате, као и право потврде закона. Ханс-Адамс је 15. августа 2003. године најавио да ће се повући за годину дана и предати власт своме сину Алојзу. 